# Tetrazygia albicans
Tetrazygia albicans är en tvåhjärtbladig växtart som beskrevs av José Jéronimo Triana. Tetrazygia albicans ingår i släktet Tetrazygia och familjen Melastomataceae. IUCN kategoriserar arten globalt som starkt hotad. Inga underarter finns listade i Catalogue of Life.